# Nicolas Boileau
Nicolas Boileau (1. listopadu 1636 Paříž – 13. března 1711 Paříž) byl francouzský literární teoretik.
Byl finančně zabezpečen, jeho zaměstnáním byla histografie na dvoře Ludvíka XIV. Jeho pomocníkem mu byl Jean Racine.

## Dílo
Kromě teoretických spisů psal i epištoly, kde vyjadřuje mj. názor, že je dobré mít nějakého nepřítele, který nás kritizuje a tím nás motivuje k lepším výsledkům. Poté psal ještě satiry na rozmařilý život v Paříži.
- O vznešenu (1647), překlad textu připisovaného Longinovi, pojednávající o vznešenu v rétorickém umění.
- Umění básnické (1674), jeho nejvýznamnější spis. Je to vlastně teoretický spis psaný veršem, ve kterém stanovil estetická pravidla klasicismu pro literaturu. (do češtiny přeložil Bohuslav Tablic)

## Zajímavost
Jeho socha je jednou ze 146 soch umístěných na fasádě budovy Hôtel de ville de Paris.